# باتريشيا هيل كولينز
باتريشيا هيل كولينز (بالإنجليزية: Patricia Hill Collins)‏ (وُلدت في يوم 1 مايو 1948)، أستاذة أكاديمية أمريكية متخصصة في دراسات العرق والطبقية والجندر، وأستاذة جامعية متميزة في علم الاجتماع في جامعة ميريلاند (كوليدج بارك). وهي أيضًا الرئيسة السابقة لقسم الدراسات الأمريكية الأفريقية في جامعة سينسيناتي، ورئيسة سابقة للرابطة الأمريكية لعلم الاجتماع. كانت كولينز الرئيس المئة للرابطة الأمريكية لعلم الاجتماع، وهي أول امرأة أمريكية أفريقية تتولى هذا المنصب.
يتعلق عمل كولينز في المقام الأول بالقضايا ذات الصلة بالنسوية، والجندر، والتفاوت الاجتماعي داخل المجتمع الأميركي الأفريقي. لفتت كولينز الانتباه إليها على الصعيد القومي لأول مرة بعد كتابها «الفكر النسوي للسود: المعرفة والوعي وسياسات التمكين»، والذي نُشر في عام 1990.

## النشأة والحياة المهنية
وُلدت كولينز سنة 1948 في فيلادلفيا، بنسلفانيا. كان والداها ألبرت هيل، عامل مصنع ومحارب قديم في الحرب العالمية الثانية، ويونيس راندولف هيل، سكرتيرة. التقى والداها في واشنطن العاصمة، حيث هاجرت يونيس للبحث عن عمل بعد نهاية الحرب. لم يكن لدى باتريشيا أي أشقاء.
التحقت كولينز بالمدارس الحكومية بفيلادلفيا -ومنذ أن كانت صغيرة، أدركت كولينز واقع حياتها المعيشية- فالتحقت بمدرسة تلبّي -في الغالب- احتياجات طلاب الطبقة الوسطى من البيض الذين كان يقطنون في أحياء يشكل السود غالبية قاطنيها. وخلال فترة الخمسينيات والستينيات من القرن العشرين، أثناء ما كانت باتريشيا منتظمة في ذهابها للمدرسة، كانت معظم المدارس في المدن الشمالية، مثل فيلادلفيا، تعمل بمثابة حلقات وصل للانتقالات السكانية، وعلى الرغم من أن تلك المدارس كانت مموّلة تمويلًا جيدًا، فإن الوصول إليها لم يكن -على نحو خاص- سهلًا؛ لا سيما بالنسبة للأمريكيين الأفارقة وللأشخاص الملونيين مثل باتريشيا. غير أن باتريشيا، وكان ذلك في صالحها، كانت جزءًا من مجموعة من الشباب العامل الذين حظوا بفرص تعليمية طويلة بعيدًا عن مسكن والديهم. التحقت بمدرسة فريدريك دوغلاس الابتدائية ثم فيما بعد بمدرسة فيلادلفيا الثانوية للفتيات (مدرسة أكا الثانوية للفتيات)، والتي أُسست عام 1848 بوصفها أول مدرسة ثانوية عامة خاصة بالنساء في البلاد. وقد اكتسبت كولينز خبرة فريدة في حضورها المرحلة الثانوية للبنات خلال عملية إنهاء ظاهرة العزل العرقي في المدارس في ستينيات القرن العشرين، وهو ما أسهم في زيادة اهتمامها بعلم الاجتماع، وبالحركة النسوية، وبالنضال من أجل الحقوق الأمريكية الأفريقية والمدنية.
واصلت كولينز دراستها للمرحلة الجامعية في تخصص علم الاجتماع؛ فالتحقت عام 1965 بجامعة برانديز، وحصلت على درجة البكالوريوس في الآداب في علم الاجتماع في عام 1969. شرعت في الحصول على درجة الماجستير في الآداب في تدريس العلوم الاجتماعية (إم إيه تي) من جامعة هارفارد في عام 1970. في الفترة من 1970 إلى 1976، عملت -إلى جوار آخرَين- كمعلمة واختصاصية في المناهج الدراسية في مدرسة سانت جوزيف المجتمعية في روكسبوري، بوسطن. أصبحت مديرة المركز الأفريقي في جامعة تافتس من عام 1976 إلى عام 1980. وفي جامعة تافتس، التقت وتزوجت روجر إل. كولينز، أستاذ التربية في جامعة سينسيناتي، وأنجبت له ابنة واحدة، هي فاليري إل. كولينز.
أكملت الدكتوراه في علم الاجتماع؛ مرة أخرى في جامعة برانديز عام 1984. وأثناء حصولها على درجة الدكتوراه، عملت كولينز كأستاذ مساعد في جامعة سينسيناتي، إلى جانب زوجها، وذلك ابتداء من عام 1982.
في سنة 1986، نشرت كولينز في دورية اجتماعية تحمل عنوان المشاكل الاجتماعية؛ أول مقالة لها. وبكتابتها للمقالة تحت عنوان «التعلم من الدخلاء في الداخل»؛ وُضعت كولينز على الخريطة كعالمة اجتماع وكناشطة نسوية وكمناضلة من أجل حقوق الأمريكيين الأفارقة. توضح المقالة، التي نُشرت قبل كتابها الأول بأربع سنوات، وجهة نظر تعكس عرقها، وطبقتها الاجتماعية، وجنسها أثناء انتقالها عبر وداخل المؤسسات المختلفة. وهي تركز أيضًا على كيفية استخدام الأمريكيات الأفريقيات وضعهن كمهمشات ودخلاء على نحو خلاق؛ وكيف أنهن استفدن بطريقة التفكير المختلفة هذه، وهي طريقة تفكير يضعن فيها أنفسهن في محل أولئك الذين يهمشونهن.
في عام 1990، نشرت كولينز كتابها الأول «الفكر النسوي للسود: المعرفة والوعي وسياسات التمكين»، وعام 2000، نُشرت طبعة منقحة من الكتاب بمناسبة الذكرى العاشرة لصدوره، وترجم بعد ذلك إلى اللغة الكورية في عام 2009.
في عام 2005، انضمت كولينز إلى قسم علم الاجتماع في جامعة ميريلاند كأستاذة جامعية متميزة. تحتفظ كولينز بجدول أعمال بحثي نشط، وتواصل كتابة الكتب والمقالات ذات الصلة بالقضايا الاجتماعية والعرقية والجندرية؛ وذلك بالعمل عن قرب مع طلاب الدراسات العليا بشأن المسائل المتعلقة بالعرق والفكر والنظرية النسوية. تجاوز عملها الحالي حدود الولايات المتحدة، تماشيًا مع النظام الاجتماعي المعولم. تركز كولينز، بحسب قولها، على فهم «الكيفية التي تتفاعل وتترابط بها خبرات الشباب الأميركي الأفريقي، ذكرانًا وإناثاً، فيما يخص القضايا الاجتماعية المرتبطة بالتعليم والبطالة والثقافة الشعبية والنشاط السياسي، مع الظواهر العالمية، وعلى وجه التحديد، مع التفاوت الاجتماعي المعقد، والتنمية الرأسمالية العالمية، والظواهر عبر الحدودية، والنشاط السياسي».

## التكريمات والجوائز
تُعرف كولينز كمنظّرة اجتماعية، تستمد أفكارها من العديد من التقاليد الفكرية. وهي ممن يعيد صياغة مفاهيم العرق والطبقية والجندر باعتبارها أنظمة قمع متشابكة. وقد نُشر لها أكثر من أربعين مقالًا ومقالة في مجموعة واسعة من المجالات، بما في ذلك الفلسفة والتاريخ وعلم النفس، وأبرزها علم الاجتماع.
- جائزة موهبة العام في جامعة سينسيناتي (1991)
- جائزة رايت ميلز عن الطبعة الأولى من كتابها الفكر النسوي للسود (1991)
- جائزة النشر المتميز من رابطة النساء في علم النفس عن كتابها الفكر النسوي للسود (1991)
- جائزة ليتيتيا وودز براون التذكارية للكتاب من جمعية المؤرخين السود عن كتابها الفكر النسوي للسود (1991)
- جائزة الخدمات الجليلة المقدمة للطلبة الأمريكيين الأفارقة في جامعة سينسيناتي (1993)
- جائزة جيسي برنارد من الرابطة الأمريكية لعلم الاجتماع للحصول على منحة دراسية في مجال دراسات الجندر (1993)
- اختارتها جامعة سينسيناتي لمنصب الأستاذ شارل فليبس تافت لعلم الاجتماع، جاعلة إياها أول أمريكية أفريقية على الإطلاق، وثاني امرأة؛ تشغل هذا المنصب (1996)
- جائزة الرئيس الفخري من جامعة ميريلاند، كوليدج بارك (2005)
- جائزة الأستاذ الجامعي المتميز من جامعة ماريلاند (2006) [10]
- جائزة الكتاب الأكاديمي المتميز من الرابطة الأمريكية لعلم الاجتماع عن كتابها «السياسة الجنسية للسود» (2007)[11][12]
- جائزة موريس روزنبرغ للتوجيه الطلابي من جامعة ميريلاند (2009)
- جائزة التفوق لخريجي كلية هارفارد للدراسات العليا (2011)[13]
- جائزة جوزيف بي. وتوبي غتلر عن مساهماتها في العلاقات العرقية والإثنية من جامعة برانديز (2012)[14]

## روابط خارجية
- باتريشيا هيل كولينز على موقع الموسوعة البريطانية (الإنجليزية)